# Бабичівка (Олександрійський район)
Баби́чівка — село в Україні, у Великоандрусівській сільській громаді Олександрійського району Кіровоградської області. Населення становить 25 осіб.

## Географія
У селі бере початок Балка Бабіївка.

## Населення
Згідно з переписом УРСР 1989 року чисельність наявного населення села становила 42 особи, з яких 18 чоловіків та 24 жінки.
За переписом населення України 2001 року в селі мешкало 25 осіб.

### Мова
Розподіл населення за рідною мовою за даними перепису 2001 року:
| Мова       | Відсоток |
| ---------- | -------- |
| українська | 96,00 %  |
| російська  | 4,00 %   |